# Саратовский (Зилаирский район)
Саратовский (баш. Һарытау) — хутор в Зилаирском районе Республики Башкортостан Российской Федерации. Входит в состав Дмитриевского сельсовета. 

## География
Расстояние до:
- районного центра (Зилаир): 29 км,
- центра сельсовета (Дмитриевка): 2 км,
- ближайшей железнодорожной станции (Саракташ): 140 км.

## Население
| 2002 | 2009 | 2010 |
| ---- | ---- | ---- |
| 92   | ↘87  | ↘65  |

Национальный состав
Согласно переписи 2002 года, преобладающая национальность — русские (97 %).